# Eurovision Choir of the Year 2017
Eurovision Choir of the Year 2017 var den första upplagan av Eurovision Choir anordnad av European Broadcasting Union (EBU). Den ägde rum 22 juli 2017 i  Arena Riga, i Riga, Lettland.
Nio länder tävlade och vinnare blev kören Carmen Manet från Slovenien. Programledare var Eric Whitacre och Eva Johansone.

## Tävlingen
Den 14 februari 2017 avslöjades det att tävlingen skulle äga rum i  Arena Riga, i Riga.
Alla länder som är medlemmar i European Broadcasting Union (EBU) fick tävla. Nio länder ställde upp med varsin kör. Varje kör framför en eller flera låtar med maximalt sex minuter längd med lokal förankring.
Biljetter till tävlingen började säljas den 15 mars 2017. Den 27 februari 2017 avslöjades det att programledare skulle bli Eric Whitacre och Eva Johansone.

## Bidrag
Den 27 februari 2017 avslöjade EBU sju länder som skulle tävla. Efteråt anslöts även Ungern och Wales så totalt nio länder tävlade.
| Nummer | Land      | Kör                      | Sång(er)                 | Placering |
| ------ | --------- | ------------------------ | ------------------------ | --------- |
| 1      | Estland   | ETV tütarlastekoor       | "Absolute Tormis"        | —         |
| 2      | Danmark   | Academic Choir of Aarhus | "I Seraillets Have"      | —         |
| 2      | Danmark   | Academic Choir of Aarhus | "Wiigen-Lied"            | —         |
| 3      | Belgien   | Les Pastoureaux          | "Dans la troupe"         | —         |
| 3      | Belgien   | Les Pastoureaux          | "Ensemble"               | —         |
| 4      | Tyskland  | Jazzchor Freiburg        | "African Call"           | —         |
| 4      | Tyskland  | Jazzchor Freiburg        | "Palettes"               | —         |
| 5      | Slovenien | Carmen Manet             | "Ta na Solbici"          | 1         |
| 5      | Slovenien | Carmen Manet             | "Adrca"                  | 1         |
| 5      | Slovenien | Carmen Manet             | "Aj, zelena je vsa gora" | 1         |
| 6      | Ungern    | Bartók Béla Férfikar     | "Karádi nóták"           | —         |
| 7      | Wales     | Côr Merched Sir Gâr      | "O, Mountain, O"         | 2         |
| 7      | Wales     | Côr Merched Sir Gâr      | "Mil harddach"           | 2         |
| 7      | Wales     | Côr Merched Sir Gâr      | "Wade in the Water"      | 2         |
| 8      | Österrike | Hardchor Linz            | "Hail Mary"              | —         |
| 8      | Österrike | Hardchor Linz            | "I tua wos i wü"         | —         |
| 8      | Österrike | Hardchor Linz            | "Rah"                    | —         |
| 9      | Lettland  | Spīgo                    | "Grezna saule debesīs"   | 3         |
| 9      | Lettland  | Spīgo                    | "Es čigāna meita biju"   | 3         |

### Dirigenter
Dirigenter var följande:

- Österrike – Alexander Koller
- Belgien – Philippe Favette
- Danmark – Ole Faurschou
- Estland – Aarne Saluveer
- Tyskland– Bertrand Gröger
- Ungern – Lakner Tamás
- Lettland – Līga Celma-Kursiete
- Slovenien – Primož Kerštanj
- Wales – Islwyn Evans

### Juryn
Juryn bestod av följande:
- Lettland – Elīna Garanča [10]
- UK – John Rutter [4]
- Schweiz – Nicolas Fink[11]